# Maria Immaculate
De Maria Immaculatakerk (Duits: Kirche Maria Immaculata) is een laatbarok kerkgebouw in de Westfaalse stad Büren. In de volksmond wordt de kerk ook wel Jezuïetenkerk (Jesuitenkirche) genoemd.

## Geschiedenis
In 1640 bepaalde de laatste mannelijke afstammeling van het adelgeslacht Büren, Moritz von Büren, per testament dat met het vermogen uit zijn nalatenschap een kerk en college voor de jezuïetenorde gebouwd moest worden. Moritz von Büren was zelf tot de orde toegetreden.
Het aangrenzende jezuïetencollege werd in 1717-1728 opgetrokken, 67 jaar na de dood van Moritz von Büren. De kerk werd aanmerkelijk later in de stijl van de Zuid-Duitse barok tussen 1754 en 1773 naar het ontwerp van Franz Heinrich Roth gebouwd, de bouwmeester van prins-bisschop van Paderborn en keurvorst van Keulen Clemens August.
Na een vierjarige, met de grootste zorg uitgevoerde, restauratie keerde de kerk in 1991 weer terug in haar oorspronkelijke schoonheid.

## Afbeeldingen

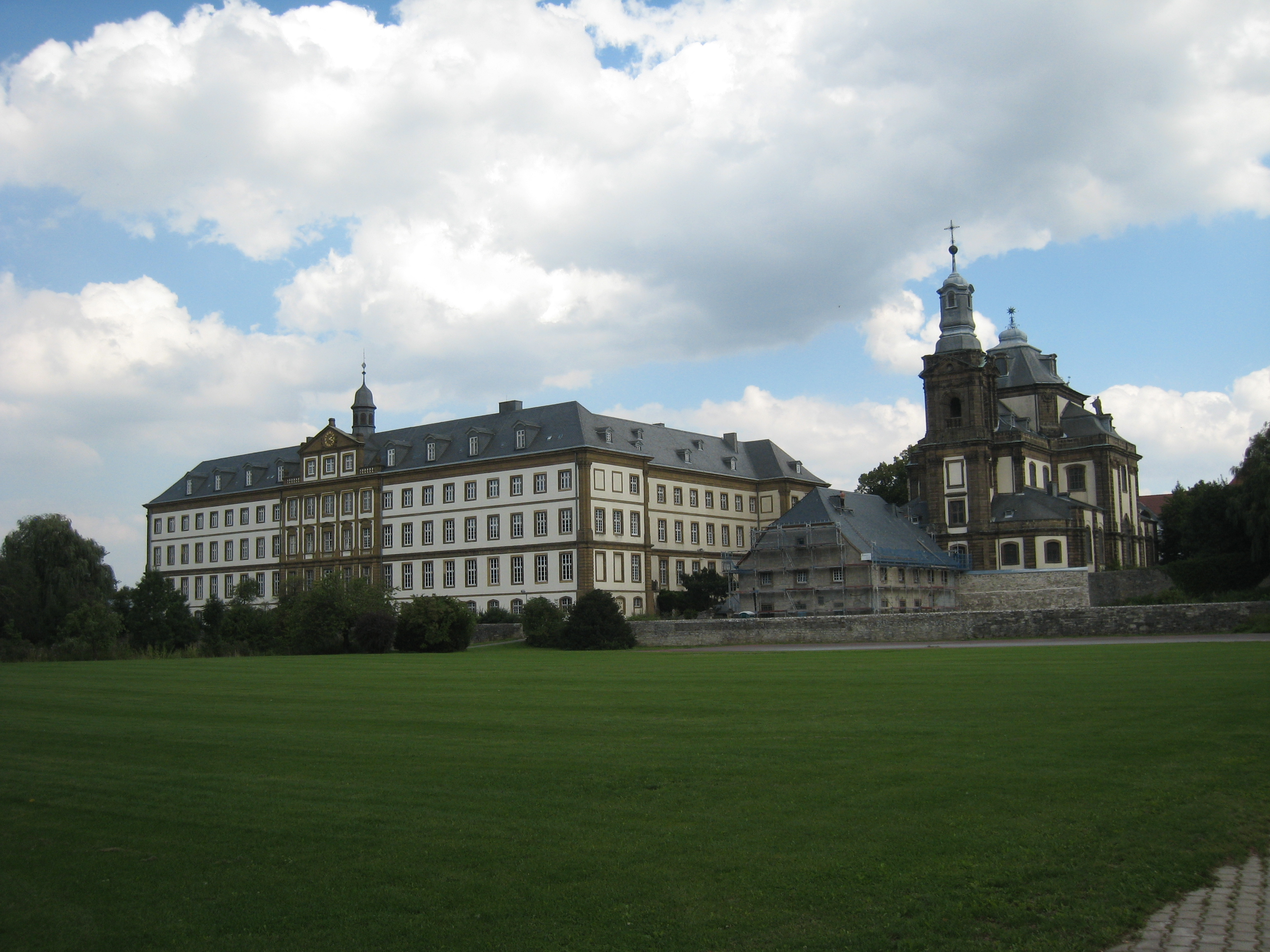
Het jezuïetencollege
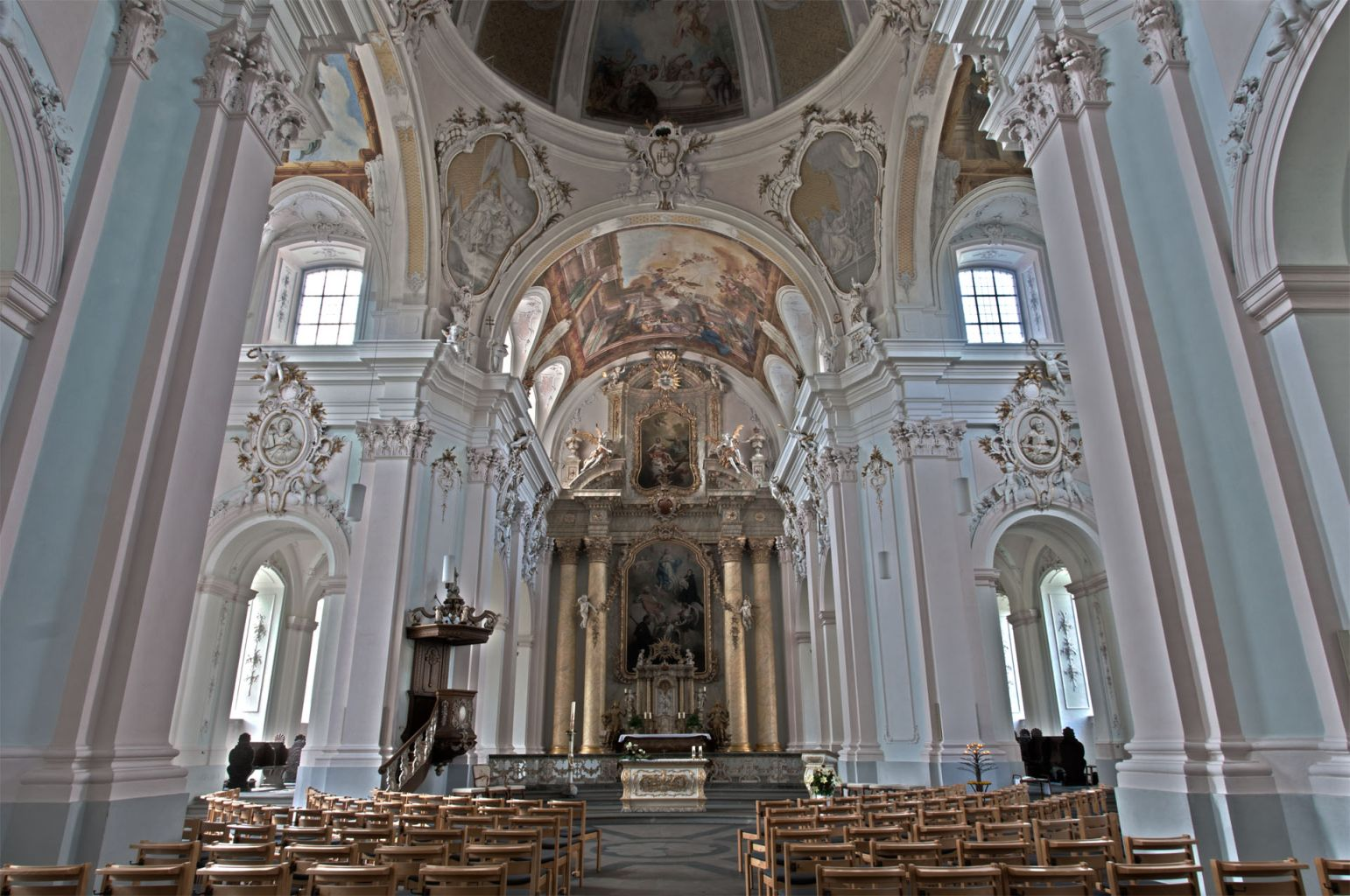
Interieur
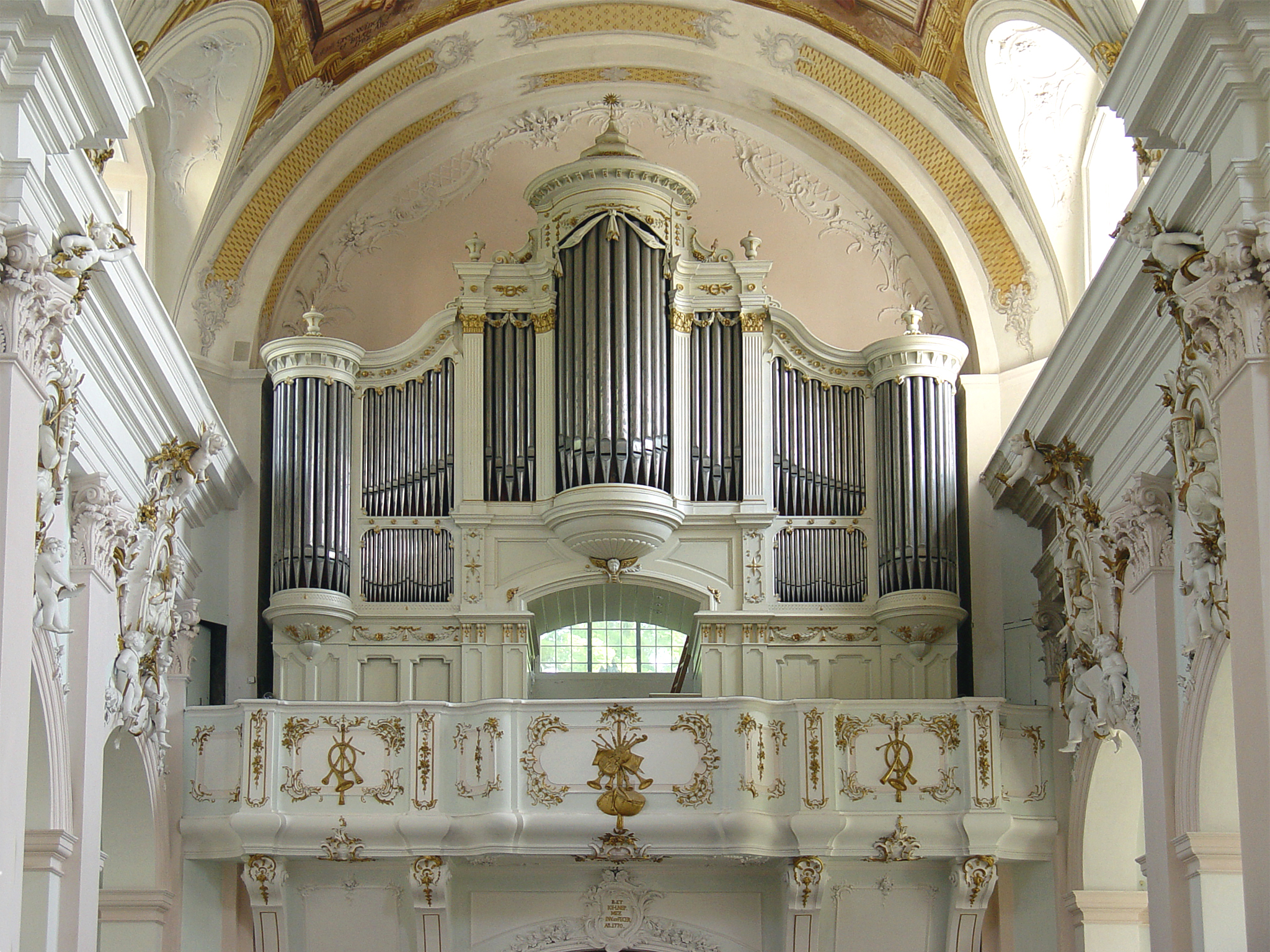
Orgel